# NGC 3893
NGC 3893 é uma galáxia espiral barrada (SBc) localizada na direcção da constelação de Ursa Major. Possui uma declinação de +48° 42' 41" e uma ascensão recta de 11 horas, 48 minutos e 38,2 segundos.
A galáxia NGC 3893 foi descoberta em 9 de Fevereiro de 1788 por William Herschel.